# Керчуг
Керчуг — пресноводное озеро на территории Кестеньгского сельского поселения Лоухского района Республики Карелии.

## Общие сведения
Площадь озера — 1 км². Располагается на высоте 80,4 метров над уровнем моря.
Форма озера лопастная, продолговатая: оно вытянуто с северо-востока на юго-запад. Берега изрезанные, каменисто-песчаные, местами заболоченные.
Через озеро течёт река Кереть, впадающая в Белое море.
Ближе к юго-восточной оконечности озера расположены два относительно крупных (по масштабам водоёма) острова без названия.
Код объекта в государственном водном реестре — 02020000711102000002194.